# 연합자산관리
연합자산관리(聯合資産管理, UAMCO: United Asset Management Corporation)는 대한민국의 부실채권(NPL) 및 기업구조조정 회사이다.

## 역사
2009년 신한은행, 국민은행, 기업은행, 하나은행, 우리은행, 농협은행 등 6개 은행이 자본금 1조5,000억원(출자 1조원+대출 5000억원)으로 설립하였다.

## 투자 기업
- 페이퍼코리아
- 플랜텍
- 영화엔지니어링
- STX엔진
- 세하

## 논란
대검찰청 검찰수사 서기관 출신인 윤석열 대통령의 20년 지기 주기환 전 대통령실 민생특별보좌관(민생특보)을 직무 연관성을 없는 연봉 3억 2600만 원의 연합자산관리 감사자리에 임명하여 낙하산 논란이 일고 있다.